# Palazzo Corvaja

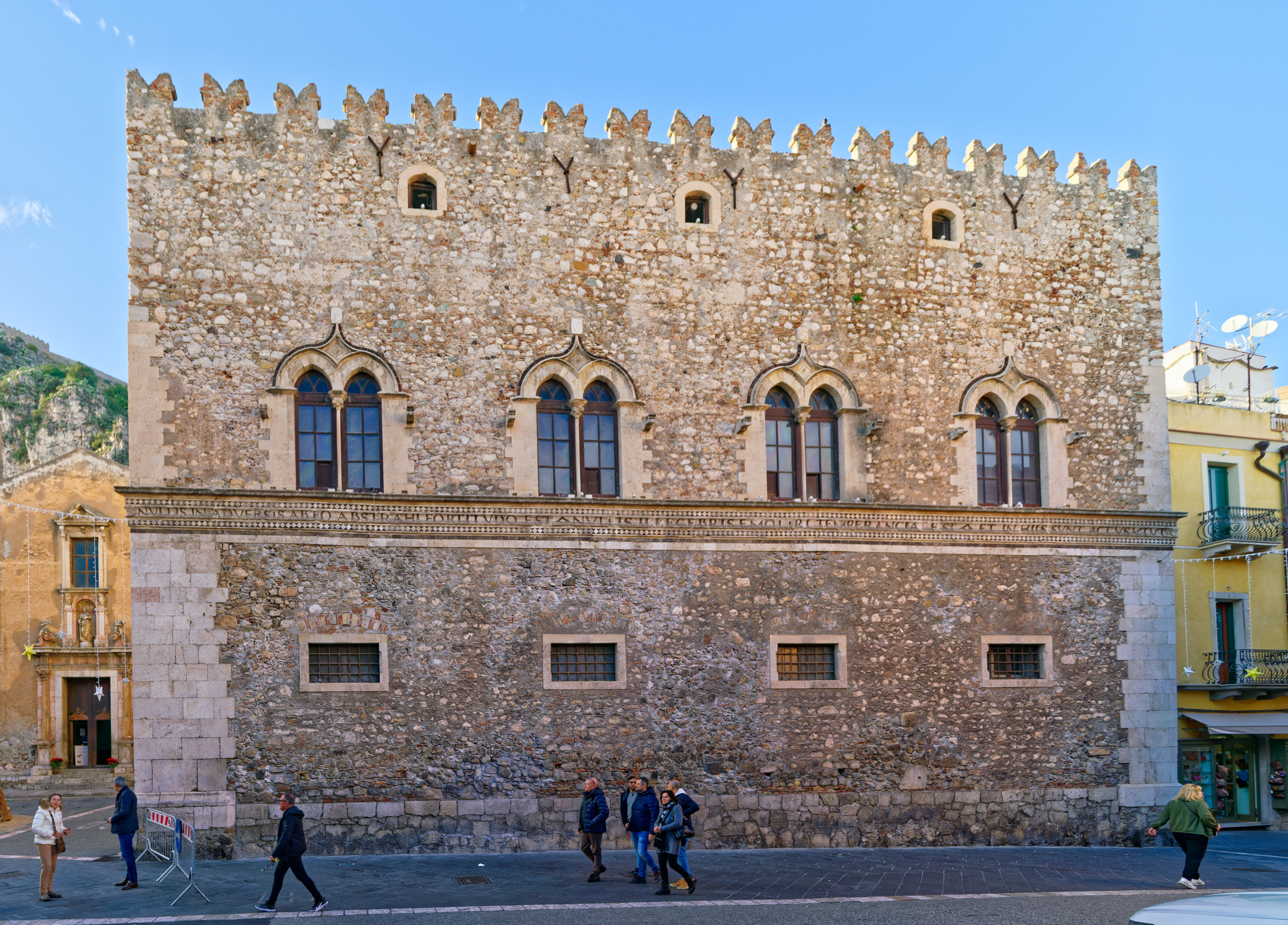
Palazzo Corvaja in Taormina, Italië

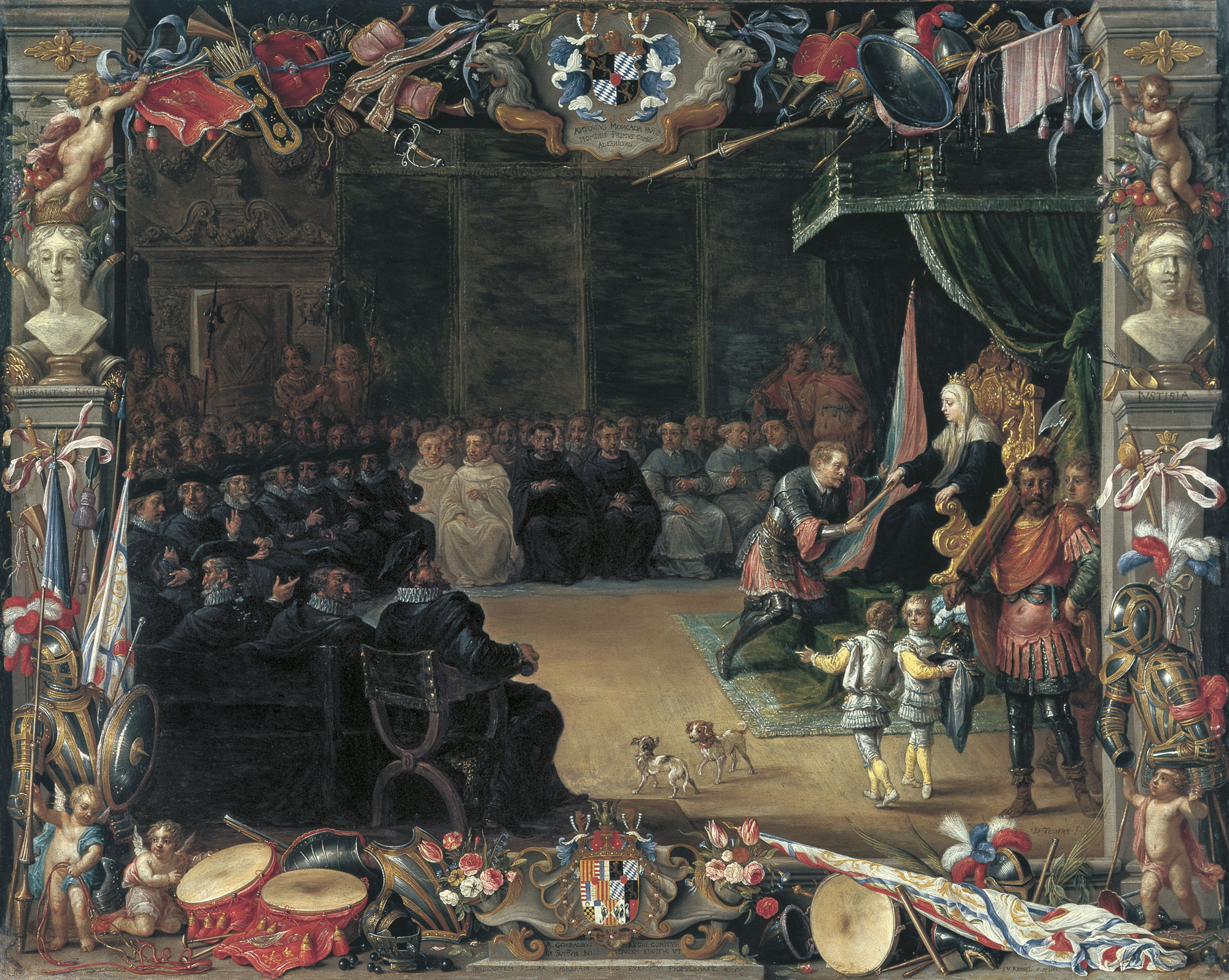
In het palazzo vond de investituur van regentes Blanca I van Navarra plaats (1409). Schilderij van drie eeuwen later

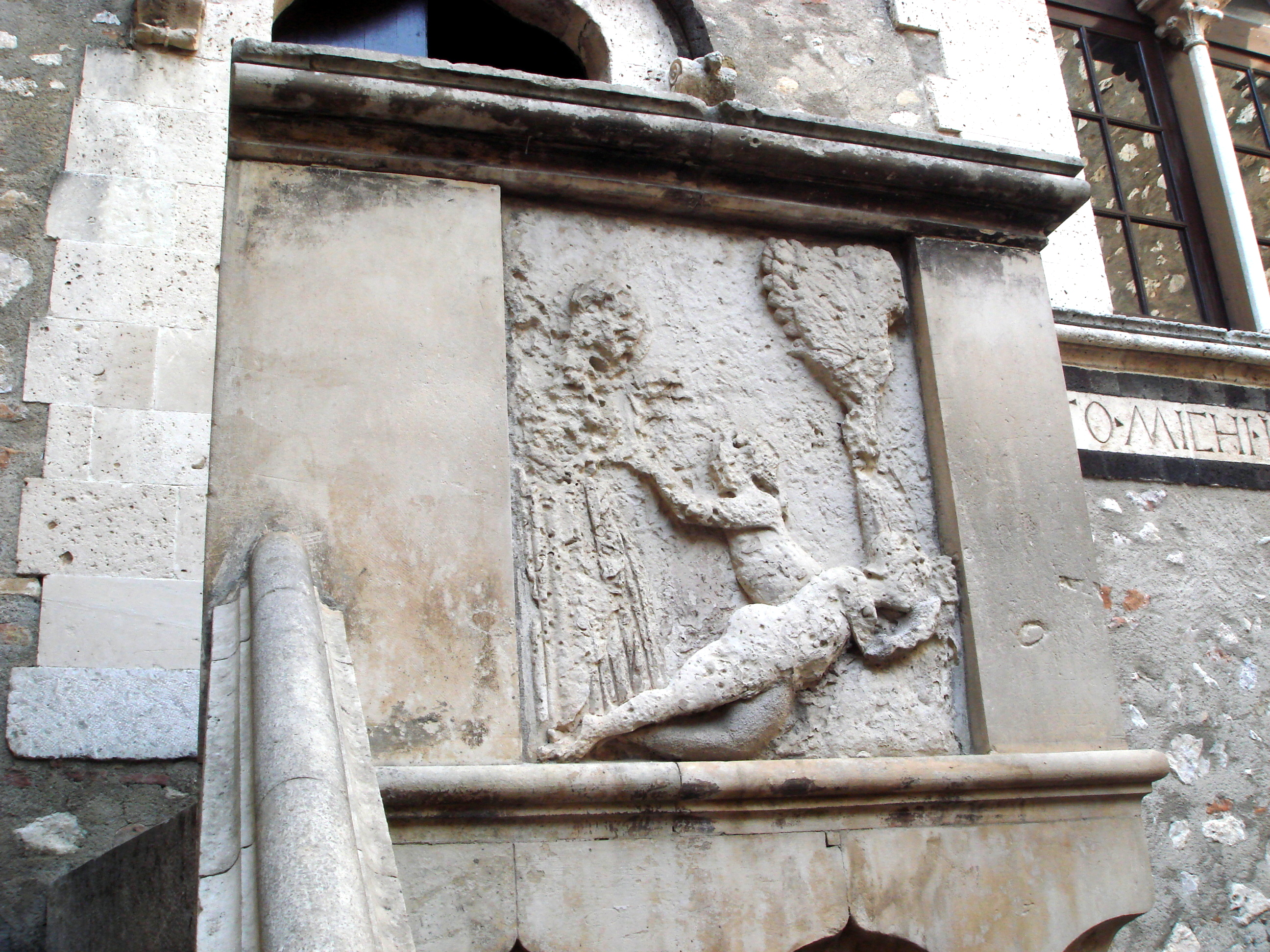
Geboorte van Eva - beeldhouwwerk op het binnenhof

Het Palazzo Corvaja staat in Taormina, een havenstad op het Italiaanse eiland Sicilië. Het is een middeleeuws kasteel. Het hoogtepunt van het kasteel was de tijd dat regentes-weduwe Blanca I van Navarra er resideerde van 1409 tot 1420. 
De stijl is een mix van Arabo-Normandisch en Catalaans-gotisch. Op de gevels staan spreuken in het Latijn over de vier kardinale deugden: wijsheid, rechtvaardigheid, moed, en gematigdheid.
Het paleis huisvest een volkskundig museum en is gesitueerd zowel aan de Piazza Badia als aan de Piazza Santa Caterina op de Via Teatrino Romano.

## Namen
- Palazzo della regina Bianca di Navarra (begin 15e eeuw): Paleis van koningin Blanca I van Navarra
- Palazzo del Parlamento (15e eeuw): Paleis van het parlement van het koninkrijk Sicilië als onderdeel van de Kroon van Aragon
- Palazzo Corvaja (1538-1945): Stadspaleis van de familie Corvaja, die een van de vooraanstaande adellijke families van Sicilië was.
- Museo Siciliano di Arte e Tradizioni Popolari (sinds 1948).

## Historiek
Op deze plek bouwden de Arabische heersers een fort; dit valt te situeren ergens in de jaren 969-1078. Meest waarschijnlijk was het kalief Abu Tamim Ma'ad al-Mu'izz die de bouw van dit militair bolwerk stimuleerde; het was de tijd van het kalifaat van de Fatimiden die over Sicilië heersten. Hun macht was niet geconsolideerd aan de noordoostzijde van het eiland. Vandaar het belang van een fort te bezitten in Taormina, aan de oostkust. Voor de bouw kozen de Arabieren deze plek aangezien hier reeds een Byzantijns fort met annex klooster stond. De Arabische Toren was een vierkant gebouw met twee verdiepingen en bovenaan afgewerkt met kantelen.
Wanneer het Huis Hohenstaufen heerste over Sicilië werd de Arabische Toren geïncorporeerd in een groter gebouw (14e eeuw). Keizer Frederik II gaf het bevel tot de bouw aan Juan de Termes, die politieofficier was in Taormina. De erezaal in deze vleugel werd genoemd ‘Hal van de meester van justitie’ en wordt thans in het museum genoemd ‘Sala del Trecento’ of ‘Zaal van de 14e eeuw’. Terzelfdertijd werd ook een trap gebouwd die een ingang gaf op de eerste verdieping van de toren. De trap werd afgewerkt met drie gebeeldhouwde taferelen met Eva uit het Boek Genesis: de schepping van Eva, de zondeval en de verdrijving uit het Aards Paradijs.
Met de komst van het Huis Aragon op Sicilië werd het palazzo uitgebreid met een nog grotere vleugel, zodat er een binnenhof ontstond (15e eeuw). Dit groot gebouw was nodig om het parlement van Sicilië te huisvesten. De naam van de erezaal op de eerste verdieping is ‘Sala del Quattrocento’ of ‘Zaal van de 15e eeuw’. Na de dood van koning Martinus I, een Aragonees (1409), werd zijn weduwe Blanca I van Navarra uitgeroepen tot regentes van Sicilië (1409). Zij maakte van het palazzo haar koninklijk paleis tijdens de zomerperiodes. Zij bestuurde Sicilië tot 1420, toen ze huwde met prins Johan II van Aragón. 
Het palazzo bleef verder dienst doen als parlementsgebouw gedurende de rest van de 15e eeuw.
In het jaar 1538 verwierf de adellijke familie Corvaja het paleis. Zij maakte er een stadspaleis van. Sindsdien draagt het gebouw hun naam.
Tijdens de Tweede Wereldoorlog was het Palazzo Corvaja niet meer bewoond. Het geraakte verkommerd. Om deze reden confisqueerde het stadsbestuur van Taormina het pand (1945). Zij zette architect Armando Dillon uit Napels aan het werk om de restauratie uit te voeren. In 1948 was hij klaar met de werken. De stad richtte er vervolgens een museum in van Siciliaanse volkskunde. Ook de Dienst voor Toerisme is er ondergebracht.

## Museum
Het Museo Siciliano di Arte e Tradizioni Popolari stelt permanent enkele volkskundige thema’s ten toon. Het gaat om ambachtelijk werk, culturele tradities, devotievoorwerpen, keramisch aardewerk, oude poppentheaters en andere voorwerpen die herinneren aan het dagelijkse leven van de inwoners van Taormina in het verleden.